# Fraticels
Els fraticels o fraticelli són un grup religiós medieval considerat com a heretgia pels catòlics. Les seves tesis es basen en una radicalització dels preceptes franciscans, ja que consideraven que l'església vivia massa en el luxe i havia oblidat la pobresa de Jesucrist, portant un estil de vida que titllaven de pecat d'escàndol. S'han fet famosos per la seva aparició a la novel·la El nom de la rosa.
Angelo da Clareno es considera el fundador del grup i exhortà als seus companys d'orde a viure en un complet ascetisme. La seva proposta va xocar de seguida amb la jerarquia eclesiàstica i rebé diverses amonestacions, preludi de la declaració de tots els fraticelli com a herètics el 1296 per Bonifaci VIII.
Malgrat aquesta reacció, els fraticelli continuaren predicant, assegurant que representaven l'autèntic missatge de l'Evangeli. El seu exemple aguditzà el conflicte franciscà entre les branques conventual i espiritual (més austera i propera als fraticelli).
Els fraticelli desaparegueren al segle xv després de persecucions a Itàlia i França, especialment àlgides quan aquests monjos declararen que els sacerdots catòlics no eren legítims.